# Гранит
Грани́т (через нем. Granit или фр. granit от итал. granito — «зернистый») — магматическая плутоническая горная порода кислого состава нормального ряда щёлочности из семейства гранитов. Состоит из кварца, плагиоклаза, калиевого полевого шпата и слюд — биотита и/или мусковита. Граниты очень широко распространены в континентальной земной коре. Эффузивные аналоги гранитов — риолиты. Плотность гранита — 2 600 кг/м³, прочность на сжатие — от 90 до 300 МПа (в зависимости от сорта).. Температура плавления — 1215—1260 °C; при присутствии воды и давления температура плавления значительно снижается — до 650 °C. Граниты — одна из важнейших пород земной коры. Они широко распространены, составляют основу большинства континентов и формируются разными способами.

## Минеральный состав
- полевые шпаты (кислый плагиоклаз и калиевый полевой шпат) — 60—65 %;
- кварц — 25—35 %;
- слюды (биотит) — 5—10 %.
- Средний химический состав: SiO2 68—73 %; Al2O3 12,0—15,5 %; Na2O 3,0—6,0 %; CaO 1,5—4,0 %; FeO 0,5—3,0 %; Fe2O3 0,5—2,5 %; К2О 0,5—3,0 %; MgO 0,1—1,5 %; ТіO2 0,1—0,6 %; ThO2 0,001—0,004 %; UO2 0,0002—0,001 %[3].

## Радиоактивность гранита
Как и другие природные камни, гранит радиоактивен, поскольку содержит небольшие количества долгоживущих природных радиоактивных изотопов: урана-238 и -235, тория-232 и калия-40, а также почти все продукты их распада, накопившиеся со времени образования гранита. В то же время радиоактивность гранита невысока по сравнению с некоторыми минералами и горными породами (существенно меньше, чем, например, у монацита)
Естественное излучение гранита класса A (используемого в строительстве жилых и общественных зданий) не превышает 0,05 микрозиверта в час (что в несколько раз меньше нормальной дозы радиации на уровне моря, получаемой одним человеком, которая составляет 0,2—0,25 мкЗв/ч, то есть гранит скорее защищает от естественного фона, чем облучает).
Однако в число продуктов распада урана-238, урана-235 и тория-232 входит радиоактивный газ радон, который накапливается в граните ввиду его плотной структуры. При дроблении больших количеств гранита может выделяться сразу большое количество радона, что может представлять опасность в закрытых (непроветриваемых) помещениях. Например, при строительстве Северомуйского тоннеля содержание радона в тоннеле доходило по эквивалентной равновесной объёмной активности до 3000 Бк/м3.

## Разновидности гранитов
По особенностям минерального состава среди гранитов выделяются следующие разновидности:
- Плагиогранит — светло-серый гранит с резким преобладанием плагиоклаза при полном отсутствии или незначительном содержании калиево-натриевого полевого шпата, придающего гранитам розовато-красную окраску.
- Аляскит — розовый гранит с резким преобладанием калиево-натриевого полевого шпата с малым количеством биотита или отсутствием темноцветных минералов.
- Роговообманковый и роговообманковый-биотитовый — гранит с роговой обманкой вместо биотита или наряду с ним.

По структурно-текстурным особенностям выделяют следующие разновидности:
- Порфировидный гранит — содержит удлинённые либо изометричные вкрапленники, более или менее существенно отличающиеся по размерам от основной массы (иногда достигают 10—15 см) и обычно представленные ортоклазом или микроклином, реже кварцем. Порфировидные граниты, в которых зерна калиево-натриевого полевого шпата розового цвета обрастают светло-серым плагиоклазом, приобретая округлые очертания, называются гранитом рапакиви. Такое строение способствует быстрому разрушению породы, её крошению.

### Геохимические классификации гранитов
Широко известной за рубежом является классификация Чаппела и Уайта, продолженная и дополненная Коллинзом и Валеном. В ней выделяется 4 типа гранитоидов: S-, I-, M-, A-граниты. В 1974 году Чаппел и Уайт ввели понятия о S- и I-гранитах, основываясь на том, что состав гранитов отражает материал их источника. Последующие классификации также в основном придерживаются этого принципа.
- S — (sedimentary) — продукты плавления метаосадочных субстратов;
- I — (igneous) — продукты плавления метамагматических субстратов;
- M — (mantle) — дифференциаты толеит-базальтовых магм;
- А — (anorogenic) — продукты плавления нижнекоровых гранулитов или дифференциаты щелочно-базальтоидных магм.

Различие в составе источников S- и I-гранитов устанавливаются по их геохимии, минералогии и составу включений. Различие источников предполагает и различие уровней генерации расплавов: S — супракрустальный верхнекоровый уровень, I — инфракрустальный более глубинный и нередко более мафический. В геохимическом отношении S- и I-граниты имеют близкие содержания большинства петрогенных и редких элементов, но есть и существенные различия. S-граниты относительно обеднены CaO, Na2O, Sr, но имеют более высокие концентрации K2O и Rb, чем I-граниты. Эти различия обусловлены тем, что источник S-гранитов прошёл стадию выветривания и осадочной дифференциации. К M типу относятся граниты, являющиеся конечным дифференциатом толеит-базальтовой магмы или продуктом плавления метатолеитового источника. Они широко известны под названием океанических плагиогранитов и характерны для современных зон СОХ и древних офиолитов. Понятие А-гранитов было введено Эби. Им показано, что они варьируют по составу от субщелочных кварцевых сиенитов до щелочных гранитов с щелочными темноцветами, резко обогащены некогерентными элементами, особенно HFSE. По условиям образования могут быть разделены на две группы. Первая, характерная для океанических островов и континентальных рифтов, представляет собой продукт дифференциации щелочно-базальтовой магмы. Вторая, включает внутриплитные плутоны, не связанные непосредственно с рифтогенезом, а приуроченные к горячим точкам. Происхождение этой группы связывают с плавлением нижних частей континентальной коры под влиянием дополнительного источника тепла. Экспериментально показано, что при плавлении тоналитовых гнейсов при давлении 10 кбар образуется обогащённый фтором расплав по петрогенным компонентам сходный с А-гранитами и гранулитовый (пироксенсодержащий) рестит (порода, остаток от вторичного плавления).

### Геодинамические обстановки гранитного магматизма
Наибольшие объёмы гранитов образуются в зонах коллизии, где сталкиваются две континентальные плиты и происходит утолщение континентальной коры. Некоторые исследователи считают, что в утолщённой коре при столкновении литосферных плит может формироваться слой гранитного расплава на глубине 10–20 км. Кроме того, гранитный магматизм характерен для активных континентальных окраин (Андские батолиты), и, в меньшей степени, для островных дуг.
В очень малых объёмах граниты образуются в срединно-океанических хребтах, о чём свидетельствует наличие обособлений плагиогранитов в офиолитовых комплексах.

## Изменения
При химическом выветривании гранита из полевых шпатов образуется каолин и другие глинистые минералы, кварц обычно остаётся неизменным, а слюды желтеют и поэтому их часто называют «кошачьим золотом».

## Полезные ископаемые
С гранитом связаны месторождения Sn, W, Mo, Li, Be, B, Rb, Bi, Ta, Au. Эти элементы концентрируются в поздних порциях гранитного расплава и в постмагматическом флюиде. Поэтому его месторождения связаны с апогранитами, пегматитами, грейзенами и скарнами. Для скарнов также характерны месторождения Cu, Fe, Au.
В Китае добыча достигает 7,5 млн м3 в год (это ~20 млн тонн). Запасы гранита в стране более 50 млрд м³ это ~135 млрд тонн.

## Применение

Станковая скульптура из красного гранита. Автор П. А. Фишман

Гранит является одной из самых плотных, твёрдых и прочных пород. Используется в строительстве в качестве облицовочного материала. Гранит имеет низкое водопоглощение и высокую устойчивость к морозу и загрязнениям. Вот почему он оптимален для мощения как внутри помещения, так и снаружи. Однако стоит учитывать, что некоторые виды гранита могут повышать радиационный фон помещения, поэтому их не рекомендуют использовать в жилых интерьерах. Более того, некоторые виды гранита рассматриваются как перспективное сырьё для добычи природного урана. В интерьере гранит применяется также для отделки стен, лестниц, создания столешниц и колонн, украшения лестничных маршей балясинами из гранита, создания вазонов, облицовки каминов и фонтанов. В экстерьере гранит часто используется в качестве облицовочного, строительного (бутовый камень для фундаментов, заборов и опорных стен) или кладочного материала (брусчатка, брекчия). Гранит используется также для изготовления памятников и на гранитный щебень. Первый добывается на блочных карьерах, второй — на щебневых. Из гранита изготавливают поверочные плиты вплоть до класса точности 000.

## Проблема происхождения гранитов

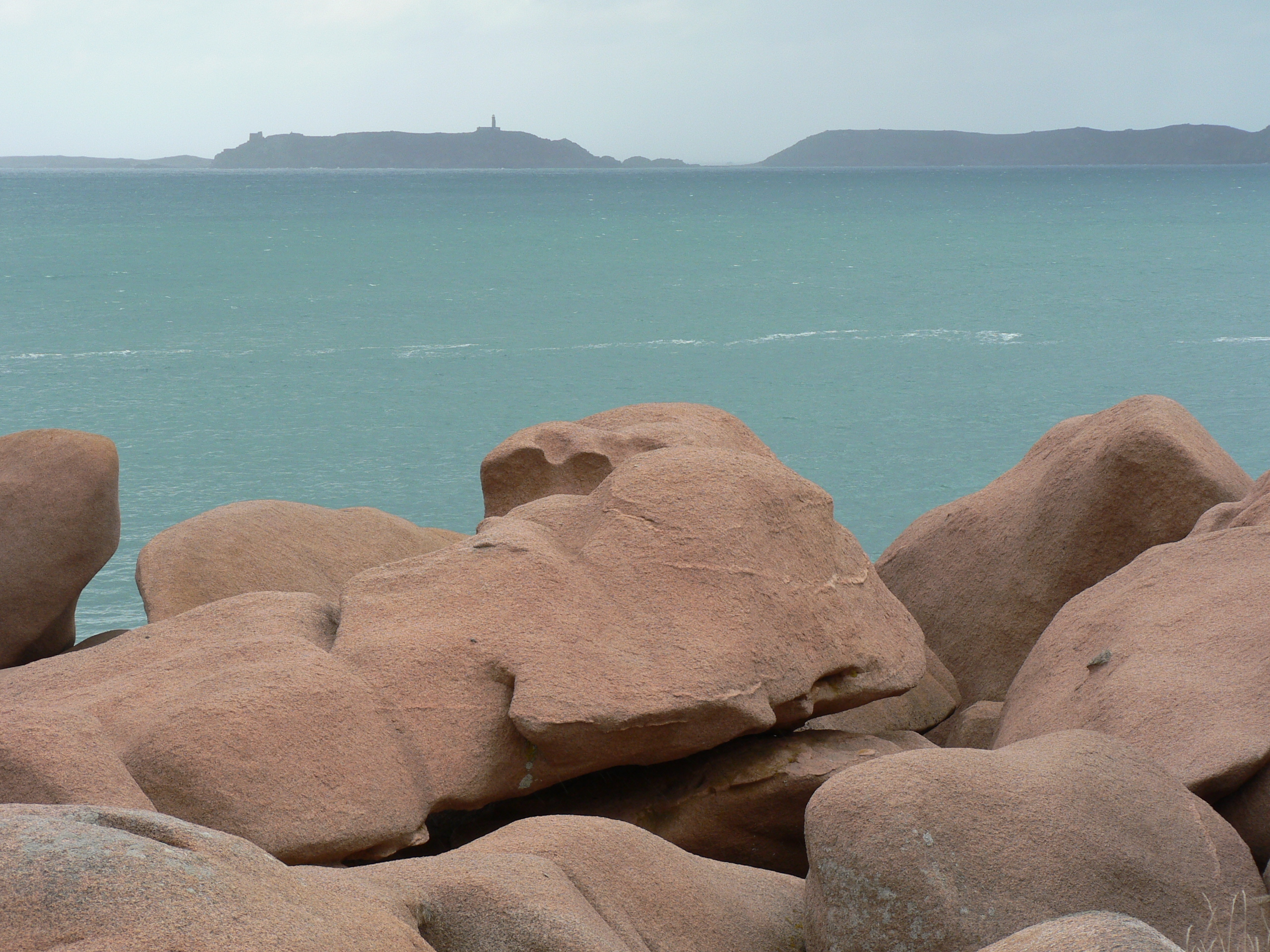
Гранитные скалы.

Граниты играют огромную роль в строении коры континентов Земли. Но, в отличие от магматических пород основного состава (габбро, базальт, анортозит, норит, троктолит), аналоги которых распространены на Луне и планетах земной группы, о существовании гранитов на других планетах солнечной системы имеются лишь косвенные свидетельства. Так, имеются косвенные признаки существования гранитов на Венере. Среди геологов существует выражение «Гранит — визитная карточка Земли».
С другой стороны, есть веские основания полагать, что Земля возникла из такого же вещества, что и другие планеты земной группы. Первый состав Земли реконструируется как близкий составу хондритов. Из таких пород могут выплавляться базальты, но никак не граниты.
Эти факты привели петрологов к постановке проблемы происхождения гранитов, привлекавшей внимание геологов много лет, но и до сих пор далёкой от полного решения.
В настоящее время о происхождении гранитов известно довольно много, но некоторые принципиальные проблемы остаются пока нерешёнными. Одна из них — это процесс образования гранитов. При частичном плавлении твёрдого корового вещества, ясно определимые твёрдые остатки — реститовые кристаллические фазы, не перешедшие в расплав — встречаются в них относительно редко. Небольшое количество остаточного материала можно видеть в S-гранитах и I-гранитах. Однако в Р- и А-гранитах реститовые фазы обычно не диагностируются. С чем это связано — с полным разделением твёрдых фаз и расплава в процессе подъёма магматического материала, с последующим преобразованием твёрдых остатков, отсутствием критериев для их диагностики или же с дефектом самой петрологической модели — в настоящее время пока не выяснено. Проблема реститовых остатков вызывает и другие вопросы. При частичном плавлении амфиболсодержащих пород повышенной кислотности можно получить лишь около 20 % низкокалиевого гранитного материала. При этом должно оставаться 80 % безводного твёрдого остатка, состоящего из пироксена, плагиоклаза или граната. Хотя породы в нижней части континентальной коры имеют близкий минеральный состав, их обломки, вынесенные вулканами, не несут геохимических признаков тугоплавкого остаточного материала. Есть предположение, что этот материал был каким-то образом погружён в верхнюю мантию, однако прямые доказательства реальности этого процесса отсутствуют. Не исключено, что и в данном случае петрологическая модель нуждается в корректировке.
Есть и другие неясности при изучении процесса происхождения гранитов. Однако современные методы исследования достигли такого уровня, который позволяет надеяться на то, что правильные решения будут найдены в ближайшее время.
Автором одной из первых гипотез о происхождении гранитов стал Н. Боуэн — отец экспериментальной петрологии. На основании экспериментов и наблюдений за природными объектами он установил, что кристаллизация базальтовой магмы происходит по ряду законов. Минералы в ней кристаллизуются в такой последовательности (в соответствии с рядом Боуэна), что расплав непрерывно обогащается кремнием, натрием, калием и другими легкоплавкими компонентами. Поэтому Боуэн предположил, что граниты могут являться последними дифференциатами базальтовых расплавов.